# Lispe loewi
Lispe loewi är en tvåvingeart som beskrevs av Ringdahl 1922. Lispe loewi ingår i släktet Lispe och familjen husflugor. Arten är reproducerande i Sverige. Inga underarter finns listade i Catalogue of Life.